# متال گیر اسید ۲
متال گیر اسید ۲ (به انگلیسی: Metal Gear Acid 2) یک بازی ویدئویی جمع‌آوری کارت نوبتی و مخفی‌کاری است که توسط کوجیما پروداکشنز توسعه یافته و به‌وسیلهٔ کونامی برای کنسول بازی دستی پلی‌استیشن همراه عرضه شده‌است. این بازی دنباله‌ای بر قسمت اول متال گیر اسید است. همانند نسخه قبلی، این بازی نیز مستقل از سری بازی‌های اصلی متال گیر به شمار می‌رود.